# Cuban Link
Cuban Link (nacido como Félix Delgado el 18 de diciembre de 1974 en La Habana, Cuba) es un rapero cubano-estadounidense, conocido por formar parte del grupo Terror Squad, por su amistad con el rapero latino ya fallecido Big Pun y por sus problemas con Pitbull.
En 1980, el padre de Cuban emigró de Cuba a Estados Unidos, concretamente al barrio del Bronx, en Nueva York. Cuban Link aprendió rápidamente inglés, e inmediatamente fue influenciado por la cultura del hip hop. Comenzó a escribir a los 15 años e hizo amistad con los raperos latinos Triple Seis y Big Punisher. Tenían una amistad muy estrecha, y cuando Cuban fue apuñalado en 1994, el rapero pensó en dejar de rapear, pero los ánimos de su amigo Big Pun le convencieron para seguir.
El rapero del Bronx Fat Joe pronto reclutó a los tres para Terror Squad, y comenzó a hacerse un nombre en la escena del hip hop de Nueva York y a recibir el de raperos populares en todo el mundo como Nas.
A Cuban Link se le pudo escuchar por primera vez junto con Big Pun en el sencillo "Off The Books" de 1997, y apareció en numerosas ocasiones en el álbum de Big Pun Capital Punishment. También aparece en las canciones de Terror Squad: "Bet Ya Man Can't" y "Tell Me What You Want".
Cuando Big Pun murió en 2000, Cuban grabó su primer sencillo en solitario, "Flowers For The Dead", como tributo a Pun. Pronto llegarían los problemas con Fat Joe a causa de decisiones directivas.
El 16 de agosto de 2005, Link lanzó su álbum Chain Reaction, en el que colaboran The Game, Jadakiss y Mya. Ha habido rumores de que Cuban se podría unir a 50 Cent para grabar una 'diss song' de Fat Joe, y que Tony Yayo podría fichar al rapero latino para G-Unit.

## Discografía

### Álbumes
| Año  | Título | Mejor posición en listas | Mejor posición en listas | Mejor posición en listas |
| Año  | Título | EUA                      | EUA R&B                  | EUA Rap                  |
| ---- | --- | ------------------------ | ------------------------ | ------------------------ |
| 1999 | Terror Squad: The Album - Lanzamiento: 21 de septiembre de 1999 - Discográfica: Warner Music Group                        | -                        | -                        | -                        |
| 2000 | 24K - No fue lanzado - Discográfica: Atlantic Records                                                                     | -                        | -                        | -                        |
| 2005 | Chain Reaction - Lanzamiento: 16 de agosto de 2005 - Discográfica: MOB Records                                            | 188                      | 44                       | 22                       |
| 2012 | Chain of Command EP - Lanzamiento: Se programó para 2012, pero nunca fue editado - Discográfica: CLK Ent                  | -                        | -                        | -                        |
| 2012 | The Missing Link - Lanzamiento: Se programó para 2012, pero nunca fue editado - Discográfica: CLK Ent                     | -                        | -                        | -                        |
| 2012 | Hijo De La Calle (Son of the Street) - Lanzamiento: Se programó para 2012, pero nunca fue editado - Discográfica: CLK Ent | -                        | -                        | -                        |

### Mixtapes
| Año  | Título                                            |
| ---- | ------------------------------------------------- |
| 2002 | Broken Chains                                     |
| 2004 | Broken Chains 2: Chainsaw Massacre                |
| 2005 | Man On Fire                                       |
| 2007 | Bang Bang Boogie: The Machine Vol. 1              |
| 2008 | Bang Bang Boogie: X Files "No Mercy For The Weak" |
| 2009 | CLK ENT. Presents: BX We Go Hard Mixtape          |

### Album/Mixtape (lista de canciones)
Terror Squad: The Album (1999)
1. In for Life" ft. Big Pun, Triple Seis, Prospect, Cuban Link & Fat Joe
2. Pass the Glock ft. Big Pun, Fat Joe, Prospect, Triple Seis, Cuban Link & Armageddon
3. '99 Live ft. Prospect
4. What'cha Gon' Do? ft. Big Pun
5. Triple Threat ft. Big Pun, Armageddon & Cuban Link
6. War ft. Triple Seis
7. Bring It On ft. Fat Joe
8. As the World Turns ft. Cuban Link, Tony Sunshine, Triple Seis & Prospect
9. Gimme Dat ft. Armageddon
10. Feelin' This ft. Armageddon, Prospect & Big Pun
11. All Around the World ft. Cuban Link
12. Tell Me What U Want ft. Fat Joe, Armageddon, Cuban Link & Tony Sunshine
13. Rudeboy Salute ft. Fat Joe, Big Pun & Buju Banton
14. My Kinda Girls ft. Tony Sunshine & Cuban Link
15. Payin' Dues ft. Armageddon & Keith Nut
16. www.thatsmyshit.com ft. Fat Joe, Triple Seis & The Bleach Brothers

24K (2000)
1. The Arrival
2. 90 Miles and Swimming
3. GQ's Skit
4. For My Real Ni**az
5. Project Party ft. Sunkiss
6. Freak Out ft. Angie Martinez
7. Still Tellin Lies ft. Tony Sunshine
8. Spik-N-Spanish Skit
9. Play How You Want ft. P!nk
10. 24 Karat
11. Sing-Sing Skit
12. Toe To Toe ft. Big Pun
13. Men Of Business ft. Noreaga, Kool G. Rap, M.O.P. & Lord Tariq
14. Murda Murda ft. Ja Rule
15. Cuban Sandwich ft. Remy Ma & Lo-Key
16. Cheat On Her ft. Big Pun & Carl Thomas
17. Lil Link Skit
18. Hey Mama ft. Tony Sunshine
19. Dirty Old Men Skit
20. Taste Of Pastry ft. Prospect, Triple Seis, & Tony Sunshine
21. Cartel ft. Billy Klubs, Raze Korleone, Buck 50, Reif Hustle & Don Dinero
22. Why Me ft. Fat Joe
23. Dedication
24. Flowers for the Dead ft. D'Mingo

(Bonus Track)
1. Skit
2. It's Ok ft. Figgarraw (Fat Joe & DJ Kay Slay Diss)

Cuban Link: Broken Chains (2002)
1. Intro
2. Scarface II
3. Toe 2 Toe
4. Welcome to CLK
5. Cuban Skit
6. Real Ni**az
7. Men of Buziness
8. Murda Murda
9. Glamour Life
10. Cuban Skit
11. Built Like That
12. Cuban Skit
13. 90 Miles
14. Cuban Skit
15. Why Me
16. As Tha World Turns
17. Cuban Skit
18. Hidden Hand
19. Slam Pit
20. Triple Threat
21. Cuban Skit
22. All Around Tha World
23. Cuban Skit
24. Pimpen
25. Exclusive Interview
26. Triz
27. Tell Me Whut U Want
28. Tellin Lies
29. Sugar Daddy
30. Dirty Old Man Skit
31. Whut It Is
32. Someone To Hold
33. Hey Momma
34. Player (R.I.P.)
35. Its So hard (R.I.P. Pun)
36. 100 (R.I.P. Pun)
37. How We Roll (R.I.P. Pun)
38. Flowers For the Dead

Broken Chains 2: Chainsaw Massacre (2004)
1. Bronx Tale Intro
2. Guess Who's Back
3. Cuban's Coming For You Skit
4. Hit 'Em Up
5. When The Shit Goes Down ft. Herinbone & Figgaraw
6. Sangre ft Don Chezina & TNT
7. Murderers ft L.G.
8. L.G. Freestyle
9. Toe To Toe Skit
10. Hotel
11. New York To California ft. Lucky
12. Save Me Some Skit
13. Nasty Girl
14. Holla Skit
15. Teach You How To Hump ft Figgaraw
16. I Wanna Know ft Figgaraw & Marvin
17. Chi Chi Skit
18. Monkey Dance ft. Monkey
19. Lock Down Skit
20. Run This City ft. Figgaraw
21. Destiny Skit
22. See What I See ft 2Pac
23. Don't Move Skit
24. Y'all Don't Want It ft Figgaraw
25. Shakedown ft. Swizz Beats
26. Phat Note Freestyle
27. Hold That ft G.S.
28. Freestyle - Verse
29. Outro/Letter To Pun

Chain Reaction (2005)
1. My Story (Intro)
2. Chain Reaction
3. No Mercy
4. Comin Home With Me ft. Avant
5. Riderz ft. Cap-1
6. Scandalous ft. Don Omar
7. Sugar Daddy ft. Mya
8. Tonight's The Night
9. Private Party ft. Big Humma
10. Dirty Karaoke Skit
11. I Need To Know
12. No Falla ft. Zion
13. Shakedown ft. Swizz Beatz
14. Talk About It ft. Jadakiss
15. Life Goes On ft. Syleena Johnson
16. Prison Wisdom (Interlude)
17. Letter To Pun

Man On Fire Mixtape (2005)
1. Intro
2. Album Sampler
3. Clickity Clack
4. Everyone Knows What's Coming Skit
5. Man On Fire ft J. Benjamin
6. Bleed
7. Confessions Skit
8. Time
9. Chips Are Down
10. Informer Skit
11. Smell A Rat
12. Hot Wings Skit
13. Hoe Town ft Monkey & Casual
14. Whatta We Have Here ft Peedi Crack
15. Keep It In The Family ft Baby Pun
16. Living In The City ft Figgaraw & Triple Seis
17. Apple Is Rotten ft. Fed Note
18. Heaven Or Hell Skit
19. The World (Scarface)
20. From MIA To NY ft D-Cell
21. Where's My Money Skit
22. Go Hoin' For Me
23. New York
24. Swimmin' With Sharks ft Rell
25. Let Me Love You Remix ft Mario
26. Final Words Outro

Bang Bang Boogie: The Machine Vol. 1 (2007)
1. Intro
2. Bang Bang Boogie Anthem
3. Rollin, Rydin
4. Murdergram
5. Drop Skit1
6. Ghost Town
7. Drop Skit2
8. Your Not Hood - Suicide
9. 50 Cent Co-Sign
10. Ya Over
11. Dick Rydas
12. Death Poetry
13. Limelight
14. Makin Moves
15. Reservoir Dogs
16. On The Block
17. Money Music
18. Nuthin On Me
19. Keep It On The Low
20. Attempt Murder
21. Bang Out
22. Bronx Quran
23. Outro

Bang Bang Boogie: The X-Files "No Mercy For The Weak" (2008)
1. Scarface Intro
2. Money
3. Philly 2 Ny
4. Base's Loaded
5. Got Ya Back
6. X-Files
7. Skit
8. Are You My Lady
9. All Mighty Dollar
10. Exclusive Freestyle
11. We Got The Brown
12. Want My Spot Back
13. Poppin In The Hood
14. Where U At?
15. My Lil Nigga
16. Cubans money
17. Ride That 5
18. We Some Riders
19. Outro

### Sencillos
| Año  | Título                                   | Mejor posición en listas | Mejor posición en listas | Mejor posición en listas | Álbum          |
| Año  | Título                                   | EUA R&B                  | EUA Rap                  | EUA Latin                | Álbum          |
| ---- | ---------------------------------------- | ------------------------ | ------------------------ | ------------------------ | -------------- |
| 2000 | "Flowers for the Dead" (con D'mingo)     | 50                       | 2                        | —                        | 24K            |
| 2000 | "Still Telling Lies" (con Tony Sunshine) | 92                       | —                        | —                        | 24K            |
| 2005 | "Sugar Daddy" (con Mýa)                  | —                        | —                        | —                        | Chain Reaction |
| 2005 | "Scandalous" (con Don Omar)              | —                        | —                        | 45                       | Chain Reaction |

### Apariciones
| Año  | Título                                                                       | Mejor posición en listas | Mejor posición en listas | Mejor posición en listas | Álbum                                                   |
| Año  | Título                                                                       | EUA                      | EUA R&B                  | EUA Rap                  | Álbum                                                   |
| ---- | ---------------------------------------------------------------------------- | ------------------------ | ------------------------ | ------------------------ | ------------------------------------------------------- |
| 1997 | "Off the Books" (The Beatnuts con Big Punisher & Cuban Link)                 | 86                       | 52                       | 12                       | Stone Crazy                                             |
| 1997 | "Must Be the Music" (DJ Sribble con Big Pun)                                 | -                        | -                        | -                        | Up Close and Personal                                   |
| 1998 | "Glamour Life" (Big Pun con Fat Joe, Triple Seis, & Armageddon)              | -                        | -                        | -                        | Capital Punishment                                      |
| 1998 | "Someone to Hold" (Veronica con Big Pun)                                     | -                        | 101                      | -                        | Rise                                                    |
| 1998 | "On the Mic" (DJ Honda ft. Ju Ju, A. L., & Missin Linx)                      | -                        | 89                       | -                        | HII                                                     |
| 1998 | "Bet Ya Man Can't (Triz)" (Fat Joe con Big Pun)                              | -                        | 54                       | 37                       | Don Cartagena                                           |
| 1998 | "The Hidden Hand"(Fat Joe con Triple Seis, Big Pun, & Prospect)              | -                        | -                        | -                        | Don Cartagena                                           |
| 1998 | "Terror Squadians"(Fat Joe con Big Pun, Triple Seis, Prospect, & Armageddon) | -                        | -                        | -                        | Don Cartagena                                           |
| 1999 | "When I Die" (Krayzie Bone con Fat Joe & Big Pun)                            | -                        | -                        | -                        | Thug Mentality 1999                                     |
| 2000 | "We Don't Care" (Big Pun)                                                    | -                        | -                        | -                        | Yeeeah Baby                                             |
| 2000 | "Hey Luv" (D.I.T.C. con Milano)                                              | -                        | -                        | -                        | Worldwide                                               |
| 2000 | "All I Want Is You" (Jon B)                                                  | -                        | -                        | -                        | Pleasures U Like                                        |
| 2000 | "Slippery When Wet" (Luther Campbell con Big Pun & Armageddon)               | -                        | -                        | -                        | Luke's Freak Fest 2000                                  |
| 2001 | "Dyin 4 Rap (Remix)" (Fredro Starr con C-N-N & Young Noble)                  | -                        | -                        | -                        | Firestarr                                               |
| 2001 | "Live at Jimmy's" (Angie Martinez con Big Pun, Sunkiss & Domingo)            | -                        | -                        | -                        | Up Close and Personal                                   |
| 2001 | "Quiet On The Set" (Varios artistas junto a Big Pun & Fat Joe)               | -                        | -                        | -                        | Straight Outta Compton: N.W.A. 10th Anniversary Tribute |
| 2001 | "Straight Blazin" (Varios artistas)                                          | -                        | -                        | -                        | Blazin Soundtrack                                       |
| 2002 | "Don't Fight No More" (Luc Duc con One Solo)                                 | -                        | -                        | -                        | In My Own World                                         |
| 2004 | "Drinks Up"(Triple Seis)                                                     | -                        | -                        | -                        | Only Time'll Tell                                       |
| 2004 | "Be About It"(Triple Seis)                                                   | -                        | -                        | -                        | Only Time'll Tell                                       |
| 2006 | "Rock Solid" (Wade Waters)                                                   | -                        | -                        | -                        | Dark Water                                              |

## Canciones inéditas (Ordenadas alfabéticamente)
- Ain't No Sunshine ft. Tony Sunshine
- All I Need ft. Rican
- Así Yo Soy ft. Zaturno
- Big Shots ft. One Solo & Figgaraw
- Block Start ft. Delio & Misterio
- BMF Remix ft. Pablo Escobar & Armaredda
- Brothers ft. Nino Bless, Krutch, & Big Lou
- BX (Remix) ft. Darq
- Chips Are Down
- Cock Back & Let Em Spray ft. Rob Lebron
- Dance
- Dancin & Groovin
- DJ Camilo freestyle ft. Triple Seis
- Down With You
- Excuse Me Father ft. One Solo
- Flashlight (Look Around) ft. Illfamed
- Freestyle Over Snoop Beat
- Freestyle Over Xzibit's "Speed Of Light" ft. Big Pun & Armageddon
- Go On ft. Squabble
- Hijo de la Calle ft. Chikitin
- Heavy Chains ft. Zay & Nat Turner
- Hennessey ft. Jammer & Monkey
- He's Snitchin ft. Jay Benjamins
- Hit Em Up II
- I Miss You
- Im Still Here ft. Zay
- Im That Gangsta ft. One Solo
- Ima Start A Riot ft. Hard Hitta
- In Thugs We Trust ft. K-Rouger & Layzie Bone
- It's Not A Game ft. Calico
- Lace Up ft. Figgaraw
- Let It Go ft. Jay Benjamins & Gennessee
- Let The Dollars Circulate ft. Poe Rilla
- Lets Make Love ft. Deep Side
- Libertad ft. Mely Mel & Poe Rilla
- Long Way To Go ft. Mass Hurrikanes
- Moment Of Truth ft. Remy Ma & Triple Seis
- My Lady ft. James Ramsey
- Nadie Como Yo ft. Arianna Puello
- No Hay ft. Algenis & Nengo Flow
- No Mercy ft. Game
- No Respect ft. MC Ceja
- No Te Culpare ft. Richie Rivera
- Nos Tienen Miedo ft. Kastro, Temperamento, Noztra, Reychesta Secret Weapon, Aro Sánchez, Eddy Ness, Luciano, Poe Rilla, & Nox
- Nos Tienen Miedo II ft. Por Rilla, Mely Mel, El Pope, Zaturno, Reychesta, Pato Pooh, K. Sikario, & Temperamento
- Orgullo Latino ft. Hustla
- Quiet Storm [produced by Acestar]
- Pimpen Ain't Easy ft. Willie Stubz
- Scarface II
- Shawty What Your Name Is ft. Trey Songz
- Somos Calle ft. Leroy
- Somos Latinos ft. Nubia
- Ready To roll ft. Phame aka Latin Stax
- Real Recognize Real
- Shake Dat Thang ft. D.C.
- Take A Look At Me Now
- Take It In Blood ft. Zay
- Thank You Mi Amor ft. Crystal Sierra
- The Block Is Hot ft. Poe Rilla, S1, Zay, & Mysonne
- The Bronx Is Back ft. Remy Ma, Mysonne, Lord Tariq, Superb, Craze-A 730, Night, MV, & Big Will
- This Is How We Roll ft. O-Mega
- U Know Ima Ryda ft. D-Cell
- Up In Smoke ft. Triple Seis
- Up In The Club ft. Elan Luz Rivera
- Walking In The Rain ft. J-Loc
- We Out To Get Paid ft. Bimbo
- Welcome To CLK
- What You Gonna Do ft. Don Omar & Nengo Flow
- Where You At ft. Don Dinero
- Y'all Don't Want It ft. Figgaraw
- You Ain't No Gangsta ft. Big Lou
- You Know Whats Up (Remix) ft. Donnell Jones, Xzibit, Pharaoh Monch, 50 Cent, Fat Joe, & Treach
- You're Not Hood (Tiraera para DJ Khalid & Rick Ross) ft. Big Will
- You've Been Robbed (Tiraera para Fat Joe)